# Progress MS-11

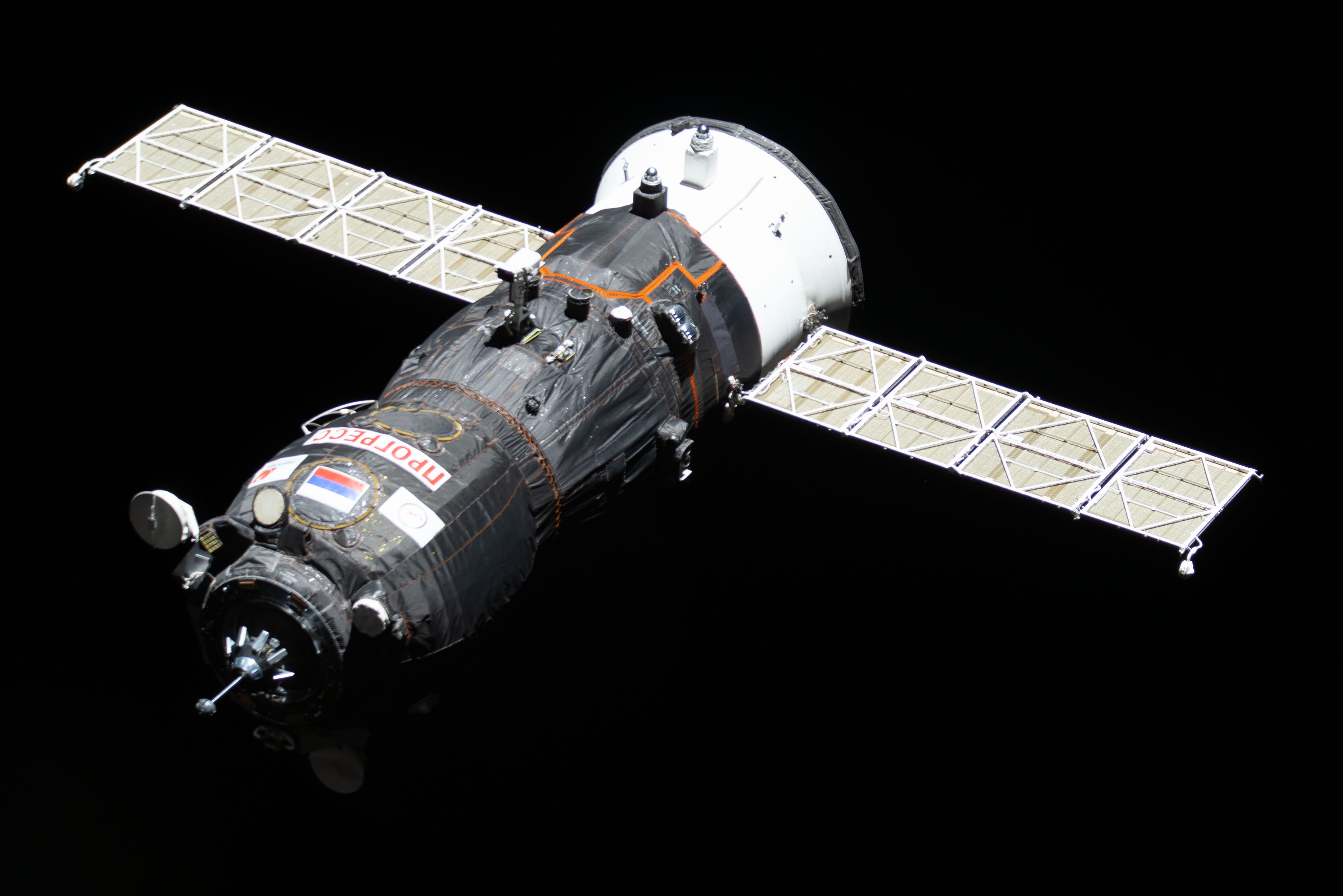
Progress MS-11 zbliża się do Międzynarodowej Stacji Kosmicznej

Progress MS-11 (w oznaczeniach NASA jako Progress 72 lub 72P) – misja statku transportowego Progress, prowadzona przez rosyjską agencję kosmiczną Roskosmos na potrzeby zaopatrzenia Międzynarodowej Stacji Kosmicznej.

## Ładunek
Całkowity ładunek, który Progress MS-11 dostarczył na Międzynarodową Stację Kosmiczną, miał masę około 2450 kg. Statek dostarczył żywność, paliwo i zaopatrzenie.